# アンダーウッド (フリゲート)
| USS Underwood FFG-36 |                                                                                           |
| 艦歴                 |                                                                                           |
| 発注:                | 1979年4月27日                                                                             |
| 起工:                | 1981年7月30日                                                                             |
| 進水:                | 1982年2月6日                                                                              |
| 就役:                | 1983年1月29日                                                                             |
| 退役:                | 2013年3月8日                                                                              |
| 除籍:                |                                                                                           |
| その後:              | 退役                                                                                      |
| 要目                 |                                                                                           |
| 排水量               | 基準: 3,225 t                                                                             |
| 排水量               | 満載: 4,100 t                                                                             |
| 全長                 | 453 ft (138 m)                                                                            |
| 全幅                 | 45.4 ft (13.8 m)                                                                          |
| 吃水                 | 24 ft (7.3 m)                                                                             |
| 機関                 | COGAG方式                                                                                 |
| 機関                 | LM2500-30ガスタービンエンジン (20,500hp) ×2基                                             |
| 機関                 | 可変ピッチプロペラ（5翔）×1軸                                                             |
| 機関                 | 非常用旋回式スラスタ（350hp）×2基                                                         |
| 最大速               | 29ノット以上                                                                              |
| 航続距離             | 4,500 海里（20ノット巡航時）                                                              |
| 乗員                 | 206名（士官13名）                                                                         |
| 兵装                 | Mk.75 76mm単装速射砲×1基                                                                  |
| 兵装                 | Mk.38 25mm単装機銃×2基                                                                    |
| 兵装                 | Mk.15 20mmCIWS×1基                                                                        |
| 兵装                 | M2 12.7mm単装機銃×4基                                                                     |
| 兵装                 | Mk.13 mod.4単装ミサイル発射機×1基 * SM-1MR SAM * ハープーンSSM を発射可能 ※2003年以降撤去 |
| 兵装                 | Mk.32 mod.17 3連装短魚雷発射管×2基                                                        |
| 艦載機               | SH-60B LAMPSヘリコプター×2機                                                              |
| C4ISTAR              | NTDS (JTDS＋リンク 11/14)                                                                 |
| C4ISTAR              | Mk.92 FCS (SM-1MR, 76mm砲用)                                                              |
| C4ISTAR              | AN/SQQ-89 ASWCS                                                                           |
| センサ               | AN/SPS-49 対空捜索レーダー                                                                |
| センサ               | AN/SPS-55 対水上捜索レーダー                                                              |
| センサ               | AN/SQS-56 船底装備ソナー                                                                  |
| センサ               | AN/SQR-19 曳航ソナー                                                                      |
| 電子戦               | AN/SLQ-32(V)5 ESM/ECM装置                                                                 |
| 電子戦               | Mk.36 デコイ発射装置                                                                      |
| モットー:            |                                                                                           |

アンダーウッド (USS Underwood, FFG-36) は、アメリカ海軍のミサイルフリゲート。オリバー・ハザード・ペリー級ミサイルフリゲートの27番艦。艦名はゴードン・ウェイト・アンダーウッド大佐(1910 - 1978)に因む。

## 艦歴
アンダーウッドは1979年4月27日にFY79プログラムの一部としてメイン州バスのバス鉄工所に建造発注され、1981年7月30日に起工する。1982年2月6日に進水し、1983年1月29日に就役した。
2006年12月の時点でアンダーウッドはフロリダ州メイポートを母港とし、第24駆逐戦隊に所属する。
2010年1月13日、ハイチ地震の人道支援を命じられる。
本艦は沿岸警備隊と共に、ラテンアメリカでの麻薬密売を阻止する任務にも大規模に従事した。
2013年3月8日に退役した。